# Australisch tenniskampioenschap 1966
De 54e editie van het Australische grandslamtoernooi, het Australisch tenniskampioenschap 1966, werd gehouden van 21 tot en met 31 januari 1966. Voor de vrouwen was het de 40e editie. Het toernooi werd gespeeld op de grasbanen van het White City Stadium te Sydney.

## Belangrijkste uitslagen
Mannenenkelspel

Finale: Roy Emerson (Australië) won van Arthur Ashe (VS) met 6-4, 6-8, 6-2, 6-3
Vrouwenenkelspel

Finale: Margaret Smith (Australië) won van Nancy Richey (VS) door walk-over; dit is de enige keer in de geschiedenis van het vrouwentennis dat de uitslag van een grandslam-enkelspelfinale werd beslecht doordat één der finalistes zich afmeldde (Richey had haar knie verdraaid tijdens de dubbelspelfinale)
Mannendubbelspel

Finale: Roy Emerson (Australië) en Fred Stolle (Australië) wonnen van John Newcombe (Australië) en Tony Roche (Australië) met 7-9, 6-3, 6-8, 14-12, 12-10
Vrouwendubbelspel

Finale: Carole Graebner (VS) en Nancy Richey (VS) wonnen van Margaret Smith (Australië) en Lesley Turner (Australië) met 6-4, 7-5
Gemengd dubbelspel

Finale: Judy Tegart (Australië) en Tony Roche (Australië) wonnen van Robyn Ebbern (Australië) en Bill Bowrey (Australië) met 6-1, 6-3
Meisjesenkelspel

Winnares: Karen Krantzcke (Australië)
Meisjesdubbelspel

Winnaressen: Karen Krantzcke (Australië) en Patricia Turner (Australië)
Jongensenkelspel

Winnaar: Karl Coombes (Australië)
Jongensdubbelspel

Winnaars: Robert Layton (Australië) en Pat McCumstie (Australië)
1905 · 1906 · 1907 · 1908 · 1909 · 1910 · 1911 · 1912 · 1913 · 1914 · 1915 · 1916–1918 · 1919 · 1920 · 1921 · 1922 · 1923 · 1924 · 1925 · 1926 · 1927 · 1928 · 1929 · 1930 · 1931 · 1932 · 1933 · 1934 · 1935 · 1936 · 1937 · 1938 · 1939 · 1940 · 1941–1945 · 1946 · 1947 · 1948 · 1949 · 1950 · 1951 · 1952 · 1953 · 1954 · 1955 · 1956 · 1957 · 1958 · 1959 · 1960 · 1961 · 1962 · 1963 · 1964 · 1965 · 1966 · 1967 · 1968
↓ open tijdperk ↓
1969 (m-v-md-vd-gd) · 1970 (m-v-md-vd) · 1971 (m-v-md-vd) · 1972 (m-v-md-vd) · 1973 (m-v-md-vd) · 1974 (m-v-md-vd) · 1975 (m-v-md-vd) · 1976 (m-v-md-vd) · jan 1977 (m-v-md-vd) · dec 1977 (m-v-md-vd) · 1978 (m-v-md-vd) · 1979 (m-v-md-vd) · 1980 (m-v-md-vd) · 1981 (m-v-md-vd) · 1982 (m-v-md-vd) · 1983 (m-v-md-vd) · 1984 (m-v-md-vd) · 1985 (m-v-md-vd) · 1986 · 1987 (m-v-md-vd-gd) · 1988 (m-v-md-vd-gd) · 1989 (m-v-md-vd-gd) · 1990 (m-v-md-vd-gd) · 1991 (m-v-md-vd-gd) · 1992 (m-v-md-vd-gd) · 1993 (m-v-md-vd-gd) · 1994 (m-v-md-vd-gd) · 1995 (m-v-md-vd-gd) · 1996 (m-v-md-vd-gd) · 1997 (m-v-md-vd-gd) · 1998 (m-v-md-vd-gd) · 1999 (m-v-md-vd-gd) · 2000 (m-v-md-vd-gd) · 2001 (m-v-md-vd-gd) · 2002 (m-v-md-vd-gd) · 2003 (m-v-md-vd-gd) · 2004 (m-v-md-vd-gd) · 2005 (m-v-md-vd-gd) · 2006 (m-v-md-vd-gd) · 2007 (m-v-md-vd-gd) · 2008 (m-v-md-vd-gd) · 2009 (m-v-md-vd-gd) · 2010 (m-v-md-vd-gd) · 2011 (m-v-md-vd-gd) · 2012 (m-v-md-vd-gd) · 2013 (m-v-md-vd-gd) · 2014 (m-v-md-vd-gd) · 2015 (m-v-md-vd-gd) · 2016 (m-v-md-vd-gd) · 2017 (m-v-md-vd-gd) · 2018 (m-v-md-vd-gd) · 2019 (m-v-md-vd-gd)  · 2020 (m-v-md-vd-gd) · 2021 (m-v-md-vd-gd) · 2022 (m-v-md-vd-gd) · 2023 (m-v-md-vd-gd) · 2024 (m-v-md-vd-gd) · 2025 (m-v-md-vd-gd)
Lijst van Australian Openwinnaars